# R-2

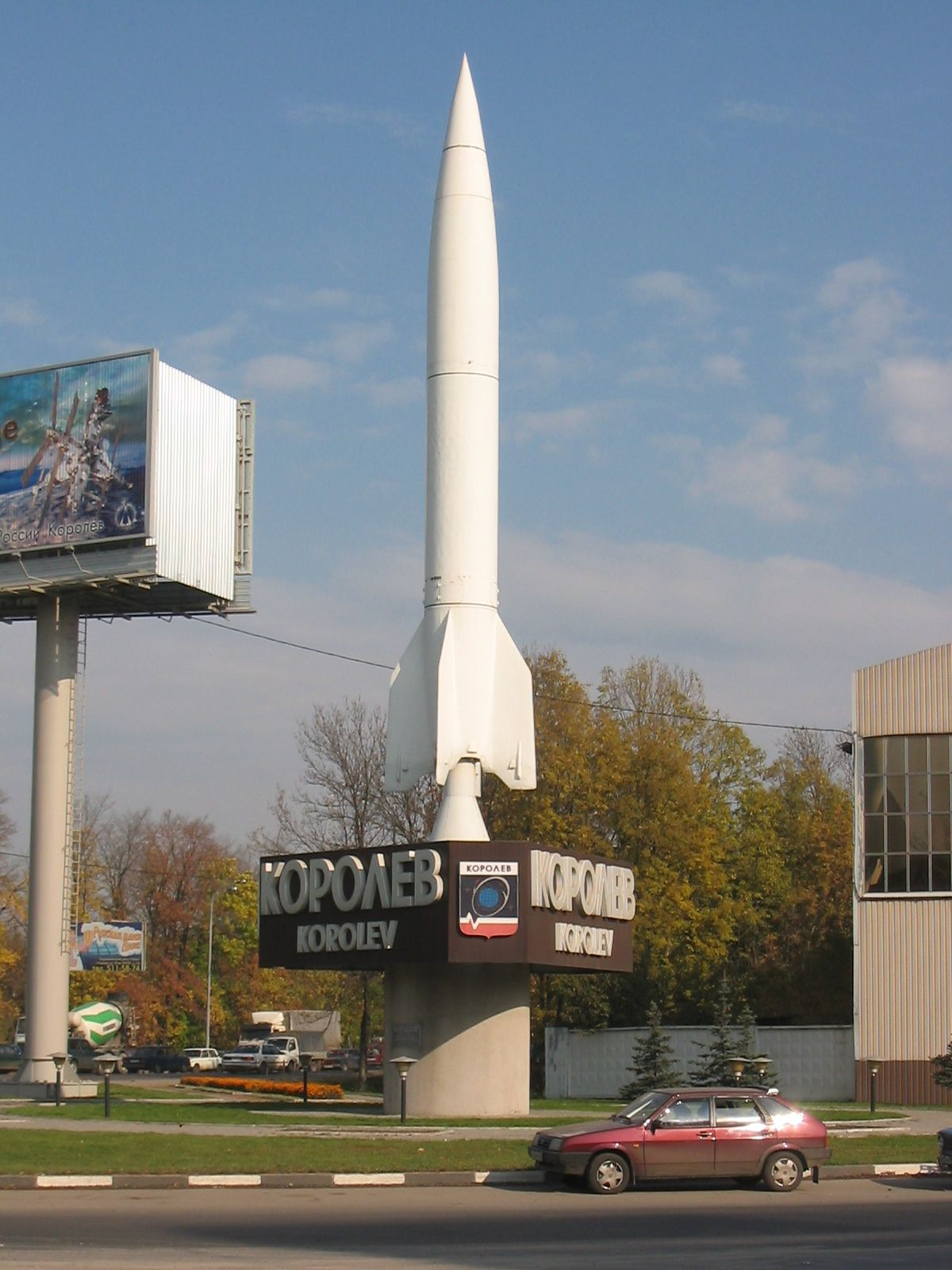
R-2

Nákres R-2

R-2 byla jedna z prvních sovětských balistických raket krátkého doletu, v kódu NATO označována jako "SS-2 Sibling" a v sovětském vojenském typovém označení GRAU měla index 8Ž38.
Raketa byla vyvíjena od roku 1948 pod vedením Sergeje Koroljova a její letové zkoušky probíhaly v letech 1949–1951 na kosmodromu Kapustin Jar. Šlo o vylepšenou verzi rakety R-1, která byla v podstatě sovětskou kopií německé V-2. Přestože design rakety byl ještě do jisté míry ovlivněn německou technologií, obsahoval již celou řadu sovětských řešení. Hlavní vylepšení oproti R-1 představovala o více než 50% zvýšená nosnost spolu se zdvojnásobením doletu (na 600 km), jako např. i schopnost oddělování bojové hlavice od těla rakety. Raketa měla také nový motor RD-101 (konstruktér Valentin Gluško).
Ve výzbroji sovětské armády byla raketa mezi lety 1951–1959. Modifikace německé rakety V-2 používaná Sověty na vědecko-výzkumné účely měla označení R-2A. V roce 1957 byla licence na výrobu rakety odevzdána Číně a stala se tak základem pro první čínskou balistickou raketu Dong Feng.